# Lijst van voetbalinterlands Aruba - Saint Kitts en Nevis
Deze lijst van voetbalinterlands is een overzicht van alle officiële voetbalwedstrijden tussen de nationale teams van Aruba en Saint Kitts en Nevis. De landen speelden tot op heden drie keer tegen elkaar. De eerste ontmoeting, een kwalificatiewedstrijd voor de Caribbean Cup 2017, werd gespeeld in Oranjestad op 27 maart 2016. Het laatste duel, een groepswedstrijd tijdens de CONCACAF Nations League 2022/23, vond plaats op 27 maart 2023 in Basseterre.

## Wedstrijden
| № | Plaats     | Datum         | Competitie                      | Wedstrijd              | Uitslag |
| - | ---------- | ------------- | ------------------------------- | ---------------------- | ------- |
| 1 | Oranjestad | 27 maart 2016 | Caribbean Cup 2017 kwalificatie | Aruba – St. Kitts-Nev. | 0 – 2   |
| 2 | Willemstad | 9 juni 2022   | CONCACAF Nations League 2022/23 | Aruba − St. Kitts-Nev. | 2 − 3   |
| 3 | Basseterre | 27 maart 2023 | CONCACAF Nations League 2022/23 | St. Kitts-Nev. − Aruba | 2 − 0   |

## Samenvatting
| Competitie                 | Totaal gespeeld | Winst Aruba | Gelijk | Winst St. Kitts-Nev. | Doelsaldo Aruba – St. Kitts-Nev. |
| -------------------------- | --------------- | ----------- | ------ | -------------------- | -------------------------------- |
| CONCACAF Nations League    | 2               | 0           | 0      | 2                    | 2 − 5                            |
| Caribbean Cup-kwalificatie | 1               | 0           | 0      | 1                    | 0 − 2                            |
| Totaal                     | 3               | 0           | 0      | 3                    | 2 − 7                            |

Wedstrijden bepaald door strafschoppen worden, in lijn met de FIFA, als een gelijkspel gerekend.